# 前略、西東さん
『前略、西東さん』（ぜんりゃく、さいとうさん）は、2014年11月29日から2020年12月26日まで、中京テレビで毎月最終土曜日の深夜に放送されていたお笑い番組である。同局の情報バラエティ番組『前略、大徳さん』のネタ披露コーナー「笑わせてよ!大徳さん」のスピンオフ番組として開始された。

## 概要
若手芸人をマッチメイクするというスタイルで番組を進めていく。東西に分かれネタを披露し、各テーマ（芸人）ごとに勝敗を決める。勝敗の決め方は、観客が事前に渡された扇子を使い多数決で決められる。舞台の上手側が東（青色）、下手側が西（赤色）である。

## 出演
西東さん（さいとうさん）
『前略、大徳さん』の番組マスコット「大徳さん」に似たキャラクターで、本番組の司会を務める。大徳さんと幼馴染の「哀愁ただようオッサン」で、お笑いが好きという設定である。その声の主が誰であるかは明かされていないが、田中卓志（アンガールズ）やくっきー!（野性爆弾）が交代で務めている。田中は自身のブログにおいて「私が関わっているかどうかは言えませんが…西東さんの動き、言葉に注目してみてください」と述べている。禿げかけていることを気にしている。2015年頃から、不定期に声変わりすることがあり、体型も微妙に変わる。

## 主な対戦

### 2014年
第1回（2014年11月29日放送）判定員125人
- 西軍

ゆにばーす、巨匠、馬と魚
- 東軍

ホロッコ、ラバーガール、タブレット純
- 事務所イチ押し！超新星の合戦
  - アキラ100％、オレンジサンセット、サンシャイン池崎、クロコップ、メイプル超合金

| 対決名                                     | 西軍               | 西軍             | 東軍             | 東軍    |
| ------------------------------------------ | ------------------ | ---------------- | ---------------- | ------- |
| 男女コンビの合戦                           | ゆにばーす         | ○（81）          | ホロッコ         | ●（44） |
| キングオブコント 決勝で負けちゃった…の合戦 | 巨匠               | ●（54）          | ラバーガール     | ○（71） |
| ギター漫談の合戦                           | 馬と魚             | ○（66）          | タブレット純     | ●（59） |
|                                            |                    |                  |                  |         |
| 事務所イチ押し！超新星の合戦               | アキラ100％        | アキラ100％      | アキラ100％      |         |
| 事務所イチ押し！超新星の合戦               | オレンジサンセット |                  |                  |         |
| 事務所イチ押し！超新星の合戦               | サンシャイン池崎   | サンシャイン池崎 | サンシャイン池崎 | ○       |
| 事務所イチ押し！超新星の合戦               | クロコップ         |                  |                  |         |
| 事務所イチ押し！超新星の合戦               | メイプル超合金     |                  |                  |         |

第2回（2014年12月27日放送）判定員：132人
- 西軍

チョコレートプラネット、三四郎、ヒロシ、イワイガワ、八木真澄（サバンナ）
- 東軍

馬鹿よ貴方は、マシンガンズ、コウメ太夫、新宿カウボーイ、7人のギャグ侍
| 対決名                              | 西軍                   | 西軍     | 東軍           | 東軍     |
| ----------------------------------- | ---------------------- | -------- | -------------- | -------- |
| お笑いコンテストで ブレイク！の合戦 | チョコレートプラネット | ○（70）  | 馬鹿よ貴方は   | ●（62）  |
| キレ芸漫才の合戦                    | 三四郎                 | ●（52）  | マシンガンズ   | ○（80）  |
| 2015年 再ブレイクを目指す！の合戦   | ヒロシ                 | ○（113） | コウメ太夫     | ●（19）  |
| 昭和レトロ芸人の合戦                | イワイガワ             | ●（19）  | 新宿カウボーイ | ○（113） |
| 一発ギャグの合戦                    | 八木真澄（サバンナ）   | （22）   | 7人のギャグ侍  | （22）   |

### 2015年
第3回（2015年1月31日放送）
- 西軍

三拍子、8.6秒バズーカー、アンバランス
- 東軍

エレファントジョン、バンビーノ、スパローズ
- 事務所イチ押し！超新星女芸人の合戦
  - 鈴木奈都、ガール座、はら（ゆにばーす）、武家の女、中村涼子

| 合戦名                              | 西軍               | 西軍               | 東軍               | 東軍 |
| ----------------------------------- | ------------------ | ------------------ | ------------------ | ---- |
| THE MANZAI ファイナリストの合戦     | 三拍子             | ●                  | エレファントジョン | ○    |
| リズムネタの合戦                    | 8.6秒バズーカー    | ●                  | バンビーノ         | ○    |
| 20年くすぶりの合戦                  | アンバランス       | ●                  | スパローズ         | ○    |
|                                     |                    |                    |                    |      |
| 事務所イチ押し！ 超新星女芸人の合戦 | 鈴木奈都           | 鈴木奈都           | 鈴木奈都           |      |
| 事務所イチ押し！ 超新星女芸人の合戦 | ガール座           |                    |                    |      |
| 事務所イチ押し！ 超新星女芸人の合戦 | はら（ゆにばーす） | はら（ゆにばーす） | はら（ゆにばーす） | ○    |
| 事務所イチ押し！ 超新星女芸人の合戦 | 武家の女           |                    |                    |      |
| 事務所イチ押し！ 超新星女芸人の合戦 | 中村涼子           |                    |                    |      |

第4回（2015年2月28日放送）
- 西軍

とにかく明るい安村、グランジ、粗品
- 東軍

じゅんいちダビッドソン、鬼ヶ島、手賀沼ジュン
- 事務所イチ押し！名古屋出身芸人の合戦
  - 笑撃戦隊、浜口浜村、ソフトアタッチメント、インデペンデンスデイ

| 合戦名                                | 西軍                 | 西軍                 | 東軍                    | 東軍    |
| ------------------------------------- | -------------------- | -------------------- | ----------------------- | ------- |
| 今年が勝負！ ピン芸人の合戦           | とにかく 明るい安村  | ○（93）              | じゅんいち ダビッドソン | ●（35） |
| 実力派トリオの合戦                    | グランジ             | ○（97）              | 鬼ヶ島                  | ●（31） |
| フリップ芸の合戦                      | 粗品                 | ●（31）              | 手賀沼ジュン            | ○（97） |
|                                       |                      |                      |                         |         |
| 事務所イチ押し！ 名古屋出身芸人の合戦 | 笑撃戦隊             | 笑撃戦隊             | 笑撃戦隊                |         |
| 事務所イチ押し！ 名古屋出身芸人の合戦 | 浜口浜村             |                      |                         |         |
| 事務所イチ押し！ 名古屋出身芸人の合戦 | ソフトアタッチメント |                      |                         |         |
| 事務所イチ押し！ 名古屋出身芸人の合戦 | インデペンデンスデイ | インデペンデンスデイ | インデペンデンスデイ    | ○       |

第5回（2015年3月28日放送）次世代中京芸人決定戦
- 厚切りジェイソン
- サンシャイン池崎
- 鬼ヶ島
- 三四郎
- スパローズ
- 磁石
- 新宿カウボーイ
- 安田大サーカス
- ゆにばーす
  - 鬼ヶ島が優勝。

第6回（2015年4月25日放送）
- 西軍

藤崎マーケット、尼神インター
- 東軍

髭男爵、おかずクラブ
- 事務所イチ押し！超新星の合戦
  - 中村ホルモン[注 2]、網川セルジュニア、スーパーニュウニュウ、ギフト☆矢野、わらふぢなるを

| 対決名                          | 西軍                                 | 西軍                                 | 東軍                                 | 東軍                                 |
| ------------------------------- | ------------------------------------ | ------------------------------------ | ------------------------------------ | ------------------------------------ |
| 2015年 再ブレイクを狙う！の合戦 | 藤崎マーケット                       | ○（113）                             | 髭男爵                               | ●（16）                              |
| ぶちゃいく女芸人の合戦          | 尼神インター                         | ○（72）                              | おかずクラブ                         | ●（57）                              |
|                                 |                                      |                                      |                                      |                                      |
| 事務所イチ押し！ 超新星の合戦   | 中村ホルモン                         | 中村ホルモン                         | 中村ホルモン                         | ○                                    |
| 事務所イチ押し！ 超新星の合戦   | 綱川セルジュニア                     |                                      |                                      |                                      |
| 事務所イチ押し！ 超新星の合戦   | スーパーニュウニュウ                 |                                      |                                      |                                      |
| 事務所イチ押し！ 超新星の合戦   | ギフト☆矢野                          |                                      |                                      |                                      |
| 事務所イチ押し！ 超新星の合戦   | わらふぢなるを                       |                                      |                                      |                                      |
|                                 |                                      |                                      |                                      |                                      |
| ギャグ漫才の宴                  | エレファントジョン・オジンオズボーン | エレファントジョン・オジンオズボーン | エレファントジョン・オジンオズボーン | エレファントジョン・オジンオズボーン |

第7回（2015年5月30日放送）
- 西軍

エルシャラカーニ、厚切りジェイソン
- 東軍

モグライダー、タイムボム
- 事務所イチ押し！超新星の合戦
  - ブッダマリア、ヒコロヒー、アマレス兄弟、ドドん、イヌコネクション

| 対決名                        | 西軍                                                   | 西軍                                                   | 東軍                                                   | 東軍                                                   |
| ----------------------------- | ------------------------------------------------------ | ------------------------------------------------------ | ------------------------------------------------------ | ------------------------------------------------------ |
| おバカキャラの合戦            | エルシャラカーニ                                       | ○（73）                                                | モグライダー                                           | ●（56）                                                |
| インターナショナル 芸人の合戦 | 厚切りジェイソン                                       | ●（61）                                                | タイムボム                                             | ○（68）                                                |
|                               |                                                        |                                                        |                                                        |                                                        |
| ボヤキの宴                    | ヒロシ・小宮浩信（三四郎）・井口浩之（ウエストランド） | ヒロシ・小宮浩信（三四郎）・井口浩之（ウエストランド） | ヒロシ・小宮浩信（三四郎）・井口浩之（ウエストランド） | ヒロシ・小宮浩信（三四郎）・井口浩之（ウエストランド） |
|                               |                                                        |                                                        |                                                        |                                                        |
| 事務所イチ押し！ 超新星の合戦 | ブッダマリア                                           | ブッダマリア                                           | ブッダマリア                                           |                                                        |
| 事務所イチ押し！ 超新星の合戦 | ヒコロヒー                                             | ヒコロヒー                                             | ヒコロヒー                                             | ○                                                      |
| 事務所イチ押し！ 超新星の合戦 | アマレス兄弟                                           |                                                        |                                                        |                                                        |
| 事務所イチ押し！ 超新星の合戦 | ドドん                                                 |                                                        |                                                        |                                                        |
| 事務所イチ押し！ 超新星の合戦 | イヌコネクション                                       | イヌコネクション                                       | イヌコネクション                                       | ○                                                      |

第8回（2015年6月27日放送）
- 西軍

インディアンス、銀シャリ
- 東軍

トレンディエンジェル、なすなかにし
- 事務所イチ押し！超新星の合戦
  - ロビンフット、大福、冷蔵庫マン、メッツ、スタスタローン

| 合戦名                        | 西軍                       | 西軍                       | 東軍                       | 東軍                       |
| ----------------------------- | -------------------------- | -------------------------- | -------------------------- | -------------------------- |
| とにかく明るい漫才の合戦      | インディアンス             | ●（51）                    | トレンディエンジェル       | ○（72）                    |
| いぶし銀漫才の合戦            | 銀シャリ                   | ○（68）                    | なすなかにし               | ●（54）                    |
|                               |                            |                            |                            |                            |
| 昭和レトロの宴                | 新宿カウボーイ・イワイガワ | 新宿カウボーイ・イワイガワ | 新宿カウボーイ・イワイガワ | 新宿カウボーイ・イワイガワ |
|                               |                            |                            |                            |                            |
| 事務所イチ押し！ 超新星の合戦 | ロビンフット               | ロビンフット               | ロビンフット               |                            |
| 事務所イチ押し！ 超新星の合戦 | 大福                       |                            |                            |                            |
| 事務所イチ押し！ 超新星の合戦 | 冷蔵庫マン                 | 冷蔵庫マン                 | 冷蔵庫マン                 | ○                          |
| 事務所イチ押し！ 超新星の合戦 | メッツ                     |                            |                            |                            |
| 事務所イチ押し！ 超新星の合戦 | スタスタローン             |                            |                            |                            |

第9回（2015年8月1日）
- 西軍

アキナ、ラフレクラン
- 東軍

うしろシティ、マツモトクラブ
- 事務所イチ押し！超新星の合戦
  - カミナリ、くりおね、ラリゴ、閃光花火、神宮寺しし丸

| 合戦名                        | 西軍                                           | 西軍                                           | 東軍                                           | 東軍                                           |
| ----------------------------- | ---------------------------------------------- | ---------------------------------------------- | ---------------------------------------------- | ---------------------------------------------- |
| 新世代コント師の合戦          | アキナ                                         | ●                                              | うしろシティ                                   | ○                                              |
| 男前なのに面白い！合戦        | ラフレクラン                                   | ○                                              | マツモトクラブ                                 | ●                                              |
|                               |                                                |                                                |                                                |                                                |
| ぶちゃいく女芸人の宴          | 尼神インター・おかずクラブ・はら（ゆにばーす） | 尼神インター・おかずクラブ・はら（ゆにばーす） | 尼神インター・おかずクラブ・はら（ゆにばーす） | 尼神インター・おかずクラブ・はら（ゆにばーす） |
|                               |                                                |                                                |                                                |                                                |
| 事務所イチ押し！ 超新星の合戦 | カミナリ                                       | カミナリ                                       | カミナリ                                       |                                                |
| 事務所イチ押し！ 超新星の合戦 | くりおね                                       | くりおね                                       | くりおね                                       | ○                                              |
| 事務所イチ押し！ 超新星の合戦 | ラリゴ                                         |                                                |                                                |                                                |
| 事務所イチ押し！ 超新星の合戦 | 閃光花火                                       |                                                |                                                |                                                |
| 事務所イチ押し！ 超新星の合戦 | 神宮寺しし丸                                   |                                                |                                                |                                                |

第10回（2015年8月29日）
- 西軍

ゆりやんレトリィバア、田畑藤本、ぐりんぴーす
- 東軍

横澤夏子、たかまつなな、ブルーセレブ
- 事務所イチ押し！超新星の合戦
  - パワフルコンビーフ、スカイラブハリケーン、金雀、わたなべるんるん、かんちゃま

| 合戦名                        | 西軍                  | 西軍               | 東軍               | 東軍    |
| ----------------------------- | --------------------- | ------------------ | ------------------ | ------- |
| 女ピン芸人の合戦              | ゆりやん レトリィバア | ●（33）            | 横澤夏子           | ○（77） |
| 東大生の合戦                  | 田畑藤本              | ●（46）            | たかまつなな       | ○（64） |
| ツンデレ漫才の合戦            | ぐりんぴーす          | ○（63）            | ブルーセレブ       | ●（47） |
|                               |                       |                    |                    |         |
| 事務所イチ押し！ 超新星の合戦 | パワフルコンビーフ    | パワフルコンビーフ | パワフルコンビーフ | ○       |
| 事務所イチ押し！ 超新星の合戦 | スカイラブハリケーン  |                    |                    |         |
| 事務所イチ押し！ 超新星の合戦 | 金雀                  |                    |                    |         |
| 事務所イチ押し！ 超新星の合戦 | わたなべるんるん      |                    |                    |         |
| 事務所イチ押し！ 超新星の合戦 | かんちゃま            |                    |                    |         |

第11回（2015年10月3日放送）
- 西軍

巨匠、吉田たち
- 東軍

グランジ、ダイタク
- 事務所イチ押し！超新星の合戦
  - マドモアゼル、チューインガム、チェリー吉竹、ペティ、カシスプリン

| 合戦名                        | 西軍                   | 西軍                   | 東軍                   | 東軍    |
| ----------------------------- | ---------------------- | ---------------------- | ---------------------- | ------- |
| 破天荒コント師の合戦          | 巨匠                   | ●（46）                | グランジ               | ○（86） |
| 新世代双子漫才の合戦          | 吉田たち               | ●（51）                | ダイタク               | ○（81） |
|                               |                        |                        |                        |         |
| 歌ネタ芸人の宴                | クマムシ・タブレット純 | クマムシ・タブレット純 | クマムシ・タブレット純 | 130/132 |
|                               |                        |                        |                        |         |
| 事務所イチ押し！ 超新星の合戦 | マドモアゼル           | マドモアゼル           | マドモアゼル           |         |
| 事務所イチ押し！ 超新星の合戦 | チューインガム         |                        |                        |         |
| 事務所イチ押し！ 超新星の合戦 | チェリー吉武           |                        |                        |         |
| 事務所イチ押し！ 超新星の合戦 | ペティ                 |                        |                        |         |
| 事務所イチ押し！ 超新星の合戦 | カシスプリン           | カシスプリン           | カシスプリン           | ○       |

第12回（2015年11月7日放送）
- 西軍

かもめんたる、マドンナ
- 東軍

シソンヌ、タモンズ
- 事務所イチ押し！超新星の合戦
  - ママスパパス、大人のカフェ、おとぎばなし、プラスワン、ゼブライン

| 合戦名                        | 西軍                   | 西軍                   | 東軍                   | 東軍    |
| ----------------------------- | ---------------------- | ---------------------- | ---------------------- | ------- |
| キングオブコント 王者の合戦   | かもめんたる           | ●（40）                | シソンヌ               | ○（84） |
| 次世代しゃべくり 漫才師の合戦 | マドンナ               | ○（65）                | タモンズ               | ●（59） |
|                               |                        |                        |                        |         |
| ハイテンションピン芸人の宴    | 永野・サンシャイン池崎 | 永野・サンシャイン池崎 | 永野・サンシャイン池崎 | 124/124 |
|                               |                        |                        |                        |         |
| 事務所イチ押し！ 超新星の合戦 | ママスパパス           | ママスパパス           | ママスパパス           |         |
| 事務所イチ押し！ 超新星の合戦 | 大人のカフェ           |                        |                        |         |
| 事務所イチ押し！ 超新星の合戦 | おとぎばなし           |                        |                        |         |
| 事務所イチ押し！ 超新星の合戦 | プラスワン             | プラスワン             | プラスワン             | ○       |
| 事務所イチ押し！ 超新星の合戦 | ゼブライン             |                        |                        |         |

第13回（2015年11月28日放送）
- 西軍

ミキ、だーりんず
- 東軍

本田兄弟、ランジャタイ
- 事務所イチ押し！超新星の合戦
  - Aマッソ、シンプル、べっこちゃん、こじらせハスキー、魔族

| 合戦名                        | 西軍                           |                                | 東軍                           |         |
| ----------------------------- | ------------------------------ | ------------------------------ | ------------------------------ | ------- |
| 兄弟漫才師の合戦              | ミキ                           | ○（119）                       | 本田兄弟                       | ●（11） |
| ライブシーンで 熱すぎるの合戦 | だーりんず                     | ○（68）                        | ランジャタイ                   | ●（62） |
|                               |                                |                                |                                |         |
| 業界人が絶賛した ピン芸人の宴 | ルシファー吉岡・マツモトクラブ | ルシファー吉岡・マツモトクラブ | ルシファー吉岡・マツモトクラブ | 126/130 |
|                               |                                |                                |                                |         |
| 事務所イチ押し！ 超新星の合戦 | Aマッソ                        | Aマッソ                        | Aマッソ                        |         |
| 事務所イチ押し！ 超新星の合戦 | シンプル                       | シンプル                       | シンプル                       | ○       |
| 事務所イチ押し！ 超新星の合戦 | べっこちゃん                   |                                |                                |         |
| 事務所イチ押し！ 超新星の合戦 | こじらせハスキー               |                                |                                |         |
| 事務所イチ押し！ 超新星の合戦 | 魔族                           |                                |                                |         |

第14回（2015年12月26日放送）
- 西軍

シンクロック、コロコロチキチキペッパーズ
- 東軍

メイプル超合金、巨匠
| 合戦名                          | 西軍                           | 西軍                    | 東軍                    | 東軍     |
| ------------------------------- | ------------------------------ | ----------------------- | ----------------------- | -------- |
| 男女コンビの合戦                | シンクロック                   | ●（28）                 | メイプル超合金          | ○（113） |
| キングオブコント リベンジの合戦 | コロコロチキチキ ペッパーズ    | ○（113）                | 巨匠                    | ●（28）  |
| 裸芸の宴                        | 小島よしお・アキラ100％        | 小島よしお・アキラ100％ | 小島よしお・アキラ100％ | 141/141  |
| ドⅯｰ1グランプリ                 | マシンガンズ                   | マシンガンズ            | マシンガンズ            | ○        |
| ドⅯｰ1グランプリ                 | スパローズ                     |                         |                         |          |
| ドⅯｰ1グランプリ                 | エルシャラカーニ               |                         |                         |          |
| 2016年 絶対ブレイクの合戦       | 錦鯉                           | 錦鯉                    | 錦鯉                    | ○        |
| 2016年 絶対ブレイクの合戦       | シャカ大熊                     |                         |                         |          |
| 2016年 絶対ブレイクの合戦       | ジャイアントジャイアン         |                         |                         |          |
| ノーセンスユニーク ボケ選手権   | アイアム野田（鬼ヶ島）         | アイアム野田（鬼ヶ島）  | アイアム野田（鬼ヶ島）  | ○        |
| ノーセンスユニーク ボケ選手権   | サンシャイン池崎               |                         |                         |          |
| ノーセンスユニーク ボケ選手権   | 篠宮暁（オジンオズボーン）     |                         |                         |          |
| ノーセンスユニーク ボケ選手権   | 岩井ジョニ男（イワイガワ）     |                         |                         |          |
| ノーセンスユニーク ボケ選手権   | 平野ノラ                       |                         |                         |          |
| ノーセンスユニーク ボケ選手権   | かねきよ勝則（新宿カウボーイ） |                         |                         |          |

### 2016年
第15回（2016年1月30日）
- 西軍

バンビーノ、コマンダンテ、ドドん
- 東軍

さらば青春の光、ヤ－レンズ、フレミング
- 事務所イチ押し！超新星の合戦
  - ローズヒップファニーファニー、勝又、加藤誉子、アサヒトレンド

| 合戦名                          | 西軍                         | 西軍                         | 東軍                         | 東軍    |
| ------------------------------- | ---------------------------- | ---------------------------- | ---------------------------- | ------- |
| 実は漫才おもろい コント師の合戦 | バンビーノ                   | ○（84）                      | さらば青春の光               | ●（41） |
| 脱力漫才の合戦                  | コマンダンテ                 | ●（58）                      | ヤ－レンズ                   | ○（67） |
| 職業漫才の合戦                  | ドドん                       | ○（90）                      | フレミング                   | ●（35） |
| 事務所イチ押し！ 超新星の合戦   | ローズヒップファニーファニー | ローズヒップファニーファニー | ローズヒップファニーファニー |         |
| 事務所イチ押し！ 超新星の合戦   | 勝又                         |                              |                              |         |
| 事務所イチ押し！ 超新星の合戦   | 加藤誉子                     | 加藤誉子                     | 加藤誉子                     | ○       |
| 事務所イチ押し！ 超新星の合戦   | アサヒトレンド               |                              |                              |         |

第16回（2016年2月27日放送）
- 西軍

カバと爆之介、GAG少年楽団、ダブルアート
- 東軍

タイムマシーン3号、鬼ヶ島、鬼越トマホーク
- 事務所イチ押し！超新星の合戦
  - はなしょー、オーストラリア、カリブリボン、ギャースカランド

| 合戦名                        | 西軍             | 西軍           | 東軍              | 東軍     |
| ----------------------------- | ---------------- | -------------- | ----------------- | -------- |
| おデブキャラの合戦            | カバと爆之介     | ●（11）        | タイムマシーン3号 | ○（114） |
| キテレツ系 トリオコントの合戦 | GAG少年楽団      | ○（89）        | 鬼ヶ島            | ●（36）  |
| 強面キャラの合戦              | ダブルアート     | ●（27）        | 鬼越トマホーク    | ○（98）  |
| 事務所イチ押し！ 超新星の合戦 | はなしょー       | はなしょー     | はなしょー        |          |
| 事務所イチ押し！ 超新星の合戦 | オーストラリア   | オーストラリア | オーストラリア    | ○        |
| 事務所イチ押し！ 超新星の合戦 | カリブリボン     |                |                   |          |
| 事務所イチ押し！ 超新星の合戦 | ギャースカランド |                |                   |          |

第17回（2016年3月26日放送）
- 西軍

ZAZY、アインシュタイン、ザ・ギース
- 東軍

kento fukaya、ロビンソンズ、ジグザグジギー
- 事務所イチ押し！超新星の合戦
  - シューマッハ、ヤングウッズ、ガッチキール、鳩山クルオ

| 合戦名                        | 西軍                          | 西軍         | 東軍           | 東軍    |
| ----------------------------- | ----------------------------- | ------------ | -------------- | ------- |
| 新世代 フリップ芸の合戦       | ZAZY                          | ●（45）      | kento fukaya   | ○（78） |
| リアル ブサイク芸人の合戦     | アインシュタイン              | ○（93）      | ロビンソンズ   | ●（30） |
| シュールコントの合戦          | ザ・ギース                    | ●（54）      | ジグザグジギー | ○（69） |
| 事務所イチ押し！ 超新星の合戦 | 事務所イチ押し！ 超新星の合戦 | シューマッハ | シューマッハ   | ○       |
| 事務所イチ押し！ 超新星の合戦 | 事務所イチ押し！ 超新星の合戦 | ヤングウッズ |                |         |
| 事務所イチ押し！ 超新星の合戦 | 事務所イチ押し！ 超新星の合戦 | ガッチキール |                |         |
| 事務所イチ押し！ 超新星の合戦 | 事務所イチ押し！ 超新星の合戦 | 鳩山クルオ   |                |         |

第18回（2016年4月30日放送）
| 男女コンビの大合戦 | 男女コンビの大合戦 | 男女コンビの大合戦   | 男女コンビの大合戦 | 最終決戦 |
| ------------------ | ------------------ | -------------------- | ------------------ | -------- |
| A                  | 西                 | 相席スタート         | 41                 |          |
| A                  | 南                 | 怪獣                 | 11                 |          |
| A                  | 東                 | メイプル超合金       | 61（○）            | 99（○）  |
| B                  | 西                 | スーパーニュウニュウ | 46                 |          |
| B                  | 南                 | ギガスラッシュ‼      | 59（○）            | 14       |
| B                  | 東                 | ホロッコ             | 8                  |          |

第19回（2016年5月28日放送）
- 西軍

祇園、霜降り明星、女と男
- 東軍

アントワネット、スマイル、ぽ～くちょっぷ
- 事務所イチ押し！超新星の合戦
  - リンゴスター、石出奈々子、ラ・ラベスト、ガーデン砂漠

| 合戦名                       | 西軍                         |          | 東軍           |         |
| ---------------------------- | ---------------------------- | -------- | -------------- | ------- |
| ナルシストキャラの合戦       | 祇園                         | ○（100） | アントワネット | ●（14） |
| ハイテンポ漫才の合戦         | 霜降り明星                   | ●（37）  | スマイル       | ○（77） |
| どつき漫才の合戦             | 女と男                       | ○（65）  | ぽ～くちょっぷ | ●（49） |
| 事務所イチ押し！超新星の合戦 | 事務所イチ押し！超新星の合戦 | 西       | リンゴスター   | 15      |
| 事務所イチ押し！超新星の合戦 | 事務所イチ押し！超新星の合戦 | 東       | 石出奈々子     | 8       |
| 事務所イチ押し！超新星の合戦 | 事務所イチ押し！超新星の合戦 | 南       | ラ・ラベスト   | 39      |
| 事務所イチ押し！超新星の合戦 | 事務所イチ押し！超新星の合戦 | 北       | ガーデン砂漠   | 52（○） |

第20回（2016年6月25日放送）
- 西軍

オテンキ、三日月マンハッタン、Dr.ハインリッヒ
- 東軍

5GAP、笑撃戦隊、Aマッソ
- 事務所イチ押し！超新星の合戦
  - かっぱかっぽん、全力じじい、しゃもじ、丸山礼

| 合戦名                       | 西軍                         | 西軍    | 東軍           | 東軍     |
| ---------------------------- | ---------------------------- | ------- | -------------- | -------- |
| とにかく明るい コントの合戦  | オテンキ                     | ○（75） | 5GAP           | ●（42）  |
| 新感覚スタイル 漫才の合戦    | 三日月マンハッタン           | ●（15） | 笑撃戦隊       | ○（102） |
| 女性シュールコンビの合戦     | Dr.ハインリッヒ              | ●（35） | Aマッソ        | ○（82）  |
| 事務所イチ押し！超新星の合戦 | 事務所イチ押し！超新星の合戦 | 西      | かっぱかっぽん | 19       |
| 事務所イチ押し！超新星の合戦 | 事務所イチ押し！超新星の合戦 | 東      | 全力じじい     | 41       |
| 事務所イチ押し！超新星の合戦 | 事務所イチ押し！超新星の合戦 | 南      | しゃもじ       | 41（○）  |
| 事務所イチ押し！超新星の合戦 | 事務所イチ押し！超新星の合戦 | 北      | 丸山礼         | 16       |

第21回（2016年7月30日）
- 西軍

磁石、ヘンダーソン、ギフト☆矢野
- 東軍

囲碁将棋、パーマ大佐、ルシファー吉岡
- 事務所イチ押し！超新星の合戦
  - チュランペット、たぬきごはん、マリア、トラッシュスター

| 合戦名                       | 西軍                         | 西軍     | 東軍             | 東軍    |
| ---------------------------- | ---------------------------- | -------- | ---------------- | ------- |
| 賞レース常連 漫才師の合戦    | 磁石                         | ○（100） | 囲碁将棋         | ●（19） |
| 次世代歌ネタの合戦           | ヘンダーソン                 | ○（65）  | パーマ大佐       | ●（54） |
| 一人芝居コントの合戦         | ギフト☆矢野                  | ○（71）  | ルシファー吉岡   | ●（48） |
| 事務所イチ押し！超新星の合戦 | 事務所イチ押し！超新星の合戦 | 東       | チュランペット   | 6       |
| 事務所イチ押し！超新星の合戦 | 事務所イチ押し！超新星の合戦 | 西       | たぬきごはん     | 7       |
| 事務所イチ押し！超新星の合戦 | 事務所イチ押し！超新星の合戦 | 南       | マリア           | 41      |
| 事務所イチ押し！超新星の合戦 | 事務所イチ押し！超新星の合戦 | 北       | トラッシュスター | 65（○） |

第22回（2016年8月20日放送）
- 西軍

マユリカ、ガンバレルーヤ、クロスバー直撃、サカモト‘ｓ、学天即
- 東軍

湘南デストラーデ、猫塾、ハナコ、曇天三男坊、アルコ&ピース
| 合戦名                 | 西軍           | 西軍    | 東軍             | 東軍    |
| ---------------------- | -------------- | ------- | ---------------- | ------- |
| 東西漫才の合戦         | マユリカ       | ●（47） | 湘南デストラーデ | ○（70） |
| 東西女性コンビの合戦   | ガンバレルーヤ | ●（38） | 猫塾             | ○（79） |
| 東西コント師の合戦     | クロスバー直撃 | ○（75） | ハナコ           | ●（42） |
| 東西ピン芸人の合戦     | サカモト‘ｓ    | ○（72） | 曇天三男坊       | ●（45） |
| 東西実力派コンビの合戦 | 学天即         | ○（62） | アルコ&ピース    | ○（55） |
| 最終結果               | 294            | 294     | 291              | 291     |

西軍の勝利。
第23回（2016年10月8日放送）
- 西軍

トット、サルゴリラ、パンダユナイテッド
- 東軍

ニューヨーク、夫婦のじかん、シャイニングスターズ
- 事務所イチ押し！超新星の合戦
  - コーヒールンバ、バーゲンセール、ザ・フライ、ヴァサバ

| 合戦名                       | 西軍                         |         | 東軍                 |         |
| ---------------------------- | ---------------------------- | ------- | -------------------- | ------- |
| 東西劇場人気芸人の合戦       | トット                       | ○（75） | ニューヨーク         | ●（39） |
| 新コンビ結成芸人の合戦       | サルゴリラ                   | ○（95） | 夫婦のじかん         | ●（19） |
| 個性キャラ漫才の合戦         | パンダユナイテッド           | ●（46） | シャイニングスターズ | ○（68） |
| 事務所イチ押し！超新星の合戦 | 事務所イチ押し！超新星の合戦 | 東      | コーヒールンバ       | 60（○） |
| 事務所イチ押し！超新星の合戦 | 事務所イチ押し！超新星の合戦 | 西      | バーゲンセール       | 6       |
| 事務所イチ押し！超新星の合戦 | 事務所イチ押し！超新星の合戦 | 南      | ザ・フライ           | 29      |
| 事務所イチ押し！超新星の合戦 | 事務所イチ押し！超新星の合戦 | 北      | ヴァサバ             | 19      |

第24回（2016年10月29日放送）
- 西軍

だーりんず、金属バット、アイデンティティ
- 東軍

ライス、ななまがり、デルピエロ
- 事務所イチ押し！超新星の合戦
  - フライアウトワンマン、シルキーライン、ざしきわらし、アマレス兄弟

| 合戦名                            | 西軍                         | 西軍     | 東軍                 | 東軍    |
| --------------------------------- | ---------------------------- | -------- | -------------------- | ------- |
| キングオブコント リベンジの合戦   | だーりんず                   | 〇（61） | ライス               | ●（49） |
| アングラ芸人の合戦                | 金属バット                   | ●（45）  | ななまがり           | ○（65） |
| なりきりマニアック モノマネの合戦 | アイデンティティ             | ●（48）  | デルピエロ           | ○（62） |
| 事務所イチ押し！超新星の合戦      | 事務所イチ押し！超新星の合戦 | 東       | フライアウトワンマン | 41（○） |
| 事務所イチ押し！超新星の合戦      | 事務所イチ押し！超新星の合戦 | 西       | シルキーライン       | 39      |
| 事務所イチ押し！超新星の合戦      | 事務所イチ押し！超新星の合戦 | 南       | ざしきわらし         | 22      |
| 事務所イチ押し！超新星の合戦      | 事務所イチ押し！超新星の合戦 | 北       | アマレス兄弟         | 8       |

第25回（2016年12月3日）
- 西軍

大自然、オジンオズボーン、セルライトスパ
- 東軍

ANZEN漫才、磁石、トンツカタン
- 事務所イチ押し！超新星の合戦
  - 新作のハーモニカ、ロマン峠、マーチ、シオマリアッチ

| 合戦名                       | 西軍                         | 西軍     | 東軍             | 東軍     |
| ---------------------------- | ---------------------------- | -------- | ---------------- | -------- |
| 強面芸人の合戦               | 大自然                       | ●（68）  | ANZEN漫才        | ○（70）  |
| Ⅿｰ1 出られない芸人の合戦     | オジンオズボーン             | ○（111） | 磁石             | ●（27）  |
| 賞レース優勝常連芸人の合戦   | セルライトスパ               | ○（87）  | トンツカタン     | ●（51）  |
| 事務所イチ押し！超新星の合戦 | 事務所イチ押し！超新星の合戦 | 東       | 新作のハーモニカ | 44       |
| 事務所イチ押し！超新星の合戦 | 事務所イチ押し！超新星の合戦 | 西       | ロマン峠         | 27       |
| 事務所イチ押し！超新星の合戦 | 事務所イチ押し！超新星の合戦 | 南       | マーチ           | 48（〇） |
| 事務所イチ押し！超新星の合戦 | 事務所イチ押し！超新星の合戦 | 北       | シオマリアッチ   | 19       |

第26回（2016年12月24日放送）Xmas東西大合戦 ～ギャグサンタもいるよ！～
- 西軍

ミキ、アキナ、尼神インター、ZAZY、和牛
- 東軍

相席スタート、うしろシティ、Aマッソ、マツモトクラブ、ハマカーン
| 合戦名               | 西軍         | 西軍         | 東軍           | 東軍        |
| -------------------- | ------------ | ------------ | -------------- | ----------- |
| 東西漫才師の合戦     | ミキ         | ○（187,100） | 相席スタート   | ●（68,457） |
| 東西コント師の合戦   | アキナ       | ○（96,170）  | うしろシティ   | ●（61,767） |
| 東西女性コンビの合戦 | 尼神インター | ○（39,204）  | Aマッソ        | ●（21,951） |
| 東西ピン芸人の合戦   | ZAZY         | ●（43,816）  | マツモトクラブ | ○（68,168） |
| 東西実力派芸人の合戦 | 和牛         | ○（121,392） | ハマカーン     | ●（59,845） |
| 最終結果             | 487,682      | 487,682      | 281,188        | 281,188     |

西軍の勝利。
- 一夜限りのXmasSPモノマネショー
  - アナログタロウ・やしろ優・みかん・とくこ
- 聖なる夜のお笑いサンタ 史上最大のギャグプレゼントショー
  - 八木真澄（サバンナ）、サンシャイン池崎、かねきよ勝則（新宿カウボーイ）、ゆりやんレトリィバア、のり（オテンキ）、稲田直樹（アインシュタイン）・おたこぷー（プー＆ムー）、マサルコ（ギガスラッシュ‼）

### 2017年
第27回（2017年1月28日放送）
- 西軍

カミナリ、かもめんたる、魂ず
- 東軍

錦鯉、トップリード、ウエストランド
- 事務所イチ押し！超新星の合戦
  - 市原、サツマカワRPG、フタリシズカ、アモーン

| 合戦名                       | 西軍                         |          | 東軍           |         |
| ---------------------------- | ---------------------------- | -------- | -------------- | ------- |
| 次世代どつき漫才の合戦       | カミナリ                     | 〇（56） | 錦鯉           | ●（52） |
| 女装コントの合戦             | かもめんたる                 | 〇（58） | トップリード   | ●（50） |
| 卑屈漫才の合戦               | 魂ず                         | ●（48）  | ウエストランド | ○（60） |
| 事務所イチ押し！超新星の合戦 | 事務所イチ押し！超新星の合戦 | 東       | 市原           | 31      |
| 事務所イチ押し！超新星の合戦 | 事務所イチ押し！超新星の合戦 | 西       | サツマカワRPG  | 32（○） |
| 事務所イチ押し！超新星の合戦 | 事務所イチ押し！超新星の合戦 | 北       | フタリシズカ   | 26      |
| 事務所イチ押し！超新星の合戦 | 事務所イチ押し！超新星の合戦 | 南       | アモーン       | 19      |

第28回（2017年2月25日放送）
- 西軍

ラニーノーズ、ダークホース、からし蓮根
- 東軍

新作のハーモニカ、こりゃめでてーな、アナクロニスティック
- 事務所イチ押し！超新星の合戦
  - ゴールデンエイジ、ニュークレープ、あがすけ、しゃばぞう

| 合戦名                       | 西軍                         |         | 東軍                 |          |
| ---------------------------- | ---------------------------- | ------- | -------------------- | -------- |
| ストリート系音ネタの合戦     | ラニーノーズ                 | ○（93） | 新作のハーモニカ     | ●（30）  |
| ものまね漫才の合戦           | ダークホース                 | ○（62） | こりゃめでてーな     | ●（61）  |
| Uｰ25 超若手注目芸人の合戦    | からし蓮根                   | ○（89） | アナクロニスティック | ●（34）  |
| 事務所イチ押し！超新星の合戦 | 事務所イチ押し！超新星の合戦 | 東      | ゴールデンエイジ     | 64（〇） |
| 事務所イチ押し！超新星の合戦 | 事務所イチ押し！超新星の合戦 | 西      | ニュークレープ       | 23       |
| 事務所イチ押し！超新星の合戦 | 事務所イチ押し！超新星の合戦 | 北      | あがすけ             | 25       |
| 事務所イチ押し！超新星の合戦 | 事務所イチ押し！超新星の合戦 | 南      | しゃばぞう           | 11       |

第29回（2017年3月25日放送）
- 西軍

ネルソンズ、フースーヤ、ジャイアントジャイアン
- 東軍

インポッシブル、ジャガモンド、エル・カブキ
| 合戦名                          | 西軍                    | 西軍    | 東軍           | 東軍    |
| ------------------------------- | ----------------------- | ------- | -------------- | ------- |
| 肉体派コント師の合戦            | ネルソンズ              | ○（69） | インポッシブル | ●（50） |
| ハイテンション おバカ漫才の合戦 | フースーヤ              | ○（81） | ジャガモンド   | ●（38） |
| 雑学漫才の合戦                  | ジャイアント ジャイアン | ●（51） | エル・カブキ   | ○（68） |

- 検索サイトウ
  - バイク川崎バイク・ゆーびーむ☆・ゆるえもん・桐畑トール

第30回（2017年4月29日放送）
- 西軍

ロングコートダディ、アイロンヘッド
- 東軍

マヂカルラブリー、マスオチョップ
| 合戦名                  | 西軍               |         | 東軍             |         |
| ----------------------- | ------------------ | ------- | ---------------- | ------- |
| シュール系 漫才の合戦   | ロングコートダディ | ●（25） | マヂカルラブリー | ○（88） |
| ぶっとんだ コントの合戦 | アイロンヘッド     | ○（95） | マスオチョップ   | ●（18） |

- 検索サイトウ
  - 井下好井・ピーマンズスタンダード・LLR・プリンセス金魚

第31回（2017年5月27日放送）
- 西軍

アキラ100％、しずる、はなしょー、アンダーポイント
- 東軍

あかつ、タイムマシーン3号、ハルカラ、ブロードキャスト!!
| 合戦名                    | 西軍             |          | 東軍              |          |
| ------------------------- | ---------------- | -------- | ----------------- | -------- |
| 裸ピン芸人の合戦          | アキラ100％      | ○（111） | あかつ            | ●（28）  |
| 賞レース常連 コンビの合戦 | しずる           | ●（21）  | タイムマシーン3号 | ○（118） |
| 次世代女流 コント師の合戦 | はなしょー       | ○（122） | ハルカラ          | ●（17）  |
| 地元芸人の合戦            | アンダーポイント | ●（14）  | ブロードキャスト‼ | ○（25）  |

第32回（2017年6月24日放送）
- 西軍

バッドナイス常田、もりせいじゅ
- 東軍

西村ヒロチョ、手賀沼ジュン
| 合戦名                            | 西軍             | 西軍    | 東軍         | 東軍     |
| --------------------------------- | ---------------- | ------- | ------------ | -------- |
| 2017年ブレイク候補 ピン芸人の合戦 | バッドナイス常田 | ●（25） | 西村ヒロチョ | ○（113） |
| 歌ネタピン芸人の合戦              | もりせいじゅ     | ●（68） | 手賀沼ジュン | ○（70）  |

- 検索サイトウ
  - 三四郎・馬鹿よ貴方は・グランジ・髭男爵

第33回（2017年7月29日放送）夏の東西大合戦SP!!
- 西軍

吉田たち、さらば青春の光、おいでやす小田、銀シャリ
- 東軍

ペンギンズ、チョコレートプラネット、石出奈々子、トレンディエンジェル
| 合戦名               | 西軍           | 西軍     | 東軍                   | 東軍     |
| -------------------- | -------------- | -------- | ---------------------- | -------- |
| 東西漫才師の合戦     | 吉田たち       | ○（85）  | ペンギンズ             | ●（34）  |
| 東西コント師の合戦   | さらば青春の光 | ●（14）  | チョコレートプラネット | ○（105） |
| 東西対抗!大喜利合戦! | 西軍           | ○（50）  | 東軍                   | ●（0）   |
| 東西ピン芸人の合戦   | おいでやす小田 | ●（43）  | 石出奈々子             | ○（76）  |
| 東西総大将の合戦     | 銀シャリ       | ○（107） | トレンディエンジェル   | ●（12）  |
| 最終結果             | 299            | 299      | 227                    | 227      |

西軍の勝利。
第34回（2017年8月10日放送）
- 検索サイトウ（実力派・ブレイク寸前・チャンス逃した）
  - スパローズ・かもめんたる・中山功太・どきどきキャンプ
- 検索サイトウ（ライブシーンで話題・実力派同士・ユニットコント）
  - トップリード・なすなかにし・三拍子

第35回（2017年9月30日放送）
常滑お笑いEXPO2017 in 知多半島
- アイデンティティ
- アインシュタイン
- あかつ
- アキナ
- アキラ100％
- 阿佐ヶ谷姉妹
- 新子景視
- AMEMIYA
- アンガールズ
- ANZEN漫才
- 石出奈々子
- くぼた（いち・もく・さん）
- 犬の心
- 岩井ジョニ男（イワイガワ）
- インディアンス
- インポッシブル
- うしろシティ
- 馬と魚
- 大西ライオン
- オジンオズボーン
- アイアム野田（鬼ヶ島）

- カミナリ
- かもめんたる
- 銀シャリ
- キンタロー。
- くまだまさし
- 古賀シュウ
- 小島よしお
- ゴンゾー
- さらば青春の光
- サンシャイン池崎
- 三四郎
- ザ・ギース
- GAG少年楽団
- ジグザグジギー
- 磁石
- ジャイアントジャイアン
- ジャガーズ
- シューマッハ
- ジョイマン
- 笑撃戦隊
- かねきよ（新宿カウボーイ）

- スギちゃん
- だーりんず
- タイムマシーン3号
- 谷+1。
- ダンディ坂野
- 福田充徳（チュートリアル）
- ですよ。
- とにかく明るい安村
- ナイツ
- 永野
- 流れ星
- バイきんぐ
- 馬鹿よ貴方は
- ハッポゥくん
- ハブサービス
- ハライチ
- ハリウッドザコシショウ
- 南川聡史（ピーマンズスタンダード）
- ビッグスモールン
- 平野ノラ
- フースーヤ

- 風船太郎
- 藤崎マーケット
- プリンセス金魚
- ペンギンズ
- ホリ
- ミキ
- ムーディ勝山
- モグライダー
- もりせいじゅ
- もりやすバンバンビガロ
- やしろ優
- 山本高広
- ゆってぃ
- ゆにばーす
- ゆんぼだんぷ
- 横澤夏子
- 吉田たち
- ラバーガール
- ルシファー吉岡＆マツモトクラブ
- HG（レイザーラモン）
- 和牛

第36回（2017年11月4日放送）
- 検索サイトウ（実力派・個性的・女性芸人）
  - 尼神インター・ニッチェ・紺野ぶるま・Dr.ハインリッヒ
- 検索サイトウ（浅草・いぶし銀・漫才協会）
  - ナイツ・ねづっち・ロケット団・ビッグボーイズ

第37回（2017年11月25日放送）
- 西軍

卯月、ペコリーノ
- 東軍

四千頭身、まんぷくフーフー
| 合戦名                 | 西軍       | 西軍    | 東軍             | 東軍    |
| ---------------------- | ---------- | ------- | ---------------- | ------- |
| 新世代トリオの合戦     | 卯月       | ●（34） | 四千頭身         | ○（70） |
| 恋愛OK男女コンビの合戦 | ペコリーノ | ●（30） | まんぷくフーフー | ○（74） |

- 検索サイトウ（ツッコミ・独特・実力派）
  - ハライチ・東京ホテイソン・ゴールデンエイジ・GAG少年楽団

第38回（2017年12月23日放送）ショートコント天下一選手権
| 西軍 | 西軍                 | 東軍 | 東軍                 |
| ---- | -------------------- | ---- | -------------------- |
| A    | イワイガワ           | A    | バンビーノ           |
| A    | メルヘン須長         | A    | レッドガオ           |
| A    | くっきー（野性爆弾） | A    | いかちゃん           |
| B    | パニーニ             | B    | ギフト☆矢野          |
| B    | ハナコ               | B    | デラスキッパーズ     |
| B    | 脳みそ夫             | B    | うしろシティ         |
| C    | マッハスピード豪速球 | C    | TAIGA                |
| C    | 5GAP                 | C    | スーパーニュウニュウ |
| C    | サツマカワRPG        | C    | アンガールズ         |

- 2017年ブレイク芸人
  - とろサーモン・アキナ・霜降り明星・流れ星・パーパー・サンシャイン池崎

### 2018年
第39回（2018年1月27日放送）劇場対決SP! 漫才劇場 VS びーちぶ
- 西軍（よしもと漫才劇場）

さや香、マルセイユ、セルライトスパ、見取り図
- 東軍（びーちぶ）

いい塩梅、や団、だーりんず、錦鯉
|                      | 西軍（漫才劇場） | 西軍（漫才劇場） | 東軍（びーちぶ） | 東軍（びーちぶ） |
| -------------------- | ---------------- | ---------------- | ---------------- | ---------------- |
| 第1戦                | さや香           | ○（65）          | いい塩梅         | ●（42）          |
| 第2戦                | マルセイユ       | ○（76）          | や団             | ●（31）          |
| 第3戦                | セルライトスパ   | ○（80）          | だーりんず       | ●（27）          |
| 第4戦                | 見取り図         | ●（22）          | 錦鯉             | ○（85）          |
| 東西芸人ジェスチャー | 西軍             | ●（80）          | 東軍             | ○（100）         |
| 最終結果             | 333              | 333              | 285              | 285              |

西軍（よしもと漫才劇場）の勝利。
第40回（2018年2月24日放送）
- 西軍

やのみそ夫、さかえ（現・ホープマンズ）
- 東軍

TEAMサツマカワ、ナイチンゲールダンス
|                                   | 西軍       | 西軍    | 東軍                 | 東軍    |
| --------------------------------- | ---------- | ------- | -------------------- | ------- |
| ピン芸人同士が組んだ コンビの合戦 | やのみそ夫 | ○（97） | TEAMサツマカワ       | ●（23） |
| 若手Wボケ漫才師の合戦             | さかえ     | ●（58） | ナイチンゲールダンス | ○（62） |

- 若手芸人売り込みコレクション ワタナベエンターテインメント編（先輩芸人：コカドケンタロウ（ロッチ））
  - アントワネット・ファイヤーサンダー・イヌコネクション・土佐兄弟・キラキラ関係

第41回（2018年3月24日放送）
- 西軍

阿佐ヶ谷姉妹、ジョイマン
- 東軍

TEAM BANANA、ですよ。
| 合戦名                   | 西軍         | 西軍    | 東軍        | 東軍    |
| ------------------------ | ------------ | ------- | ----------- | ------- |
| 女流漫才師の合戦         | 阿佐ヶ谷姉妹 | ○（65） | TEAM BANANA | ●（58） |
| 再ブレイクするかもの合戦 | ジョイマン   | ○（82） | ですよ。    | ●（41） |

- 検索サイトウ（モノマネを持っている・ネタが面白い・今話題）
  - アイデンティティ・ガリットチュウ・こりゃめでてーな・梅小鉢

第42回 （2018年4月28日放送）劇場対決SP! 新宿角座 VS 新宿Fuｰ
- 西軍（新宿角座）

うしろシティ、タイーク、ベストフレンド、オジンオズボーン
- 東軍（新宿Fuｰ）

トンツカタン、三福エンターテイメント、吉住、鬼ヶ島 feat.岡野
|                | 西軍（新宿角座） | 西軍（新宿角座） | 東軍（新宿Fuｰ）        | 東軍（新宿Fuｰ） |
| -------------- | ---------------- | ---------------- | ---------------------- | --------------- |
| 第1戦          | うしろシティ     | ○（72）          | トンツカタン           | ●（52）         |
| 第2戦          | タイーク         | ●（36）          | 三福エンターテイメント | ○（88）         |
| 第3戦          | ベストフレンズ   | ●（58）          | 吉住                   | ○（66）         |
| 第4戦          | オジンオズボーン | ○（87）          | 鬼ヶ島 feat.岡野       | ●（37）         |
| ゲームコーナー | 新宿角座         | ●（50）          | 新宿Fuｰ                | ○（60）         |
| 最終結果       | 303              | 303              | 303                    | 303             |

引き分け。
第43回（2018年5月26日放送）
- 西軍

濱田祐太郎、ジェラードン
- 東軍

おぐ（ロビンフット）、ハナコ
| 対決名                              | 西軍         |          | 東軍                 |         |
| ----------------------------------- | ------------ | -------- | -------------------- | ------- |
| Rｰ1で輝いた ピン芸人の合戦          | 濱田祐太郎   | ○（86）  | おぐ（ロビンフット） | ●（39） |
| 今年ブレイク間違いない トリオの合戦 | ジェラードン | ○（114） | ハナコ               | ●（11） |

- 若手芸人売り込みコレクション マセキ芸能社編（先輩芸人：狩野英孝）
  - ゆーびーむ☆・かが屋・ぷらくしょん・髭兎

第44回（2018年6月30日放送）
- 西軍

LOVE、きつね
- 東軍

レインボー、Groovy Rubbish
| 対決名             | 西軍   | 西軍    | 東軍           | 東軍    |
| ------------------ | ------ | ------- | -------------- | ------- |
| 恋愛コントの合戦   | LOVE   | ○（56） | レインボー     | ●（53） |
| 次世代音ネタの合戦 | きつね | ○（87） | Groovy Rubbish | ●（22） |

- 検索サイトウ（ギャグ・クセになる・ハイテンション）
  - 流れ星、インディアンス、どんぐりたけし、GO!皆川

第45回（2018年7月28日放送）
- 西軍

サカイスト、ギャルズ
- 東軍

完熟フレッシュ、バビロン
| 対決名               | 西軍       | 西軍    | 東軍           | 東軍    |
| -------------------- | ---------- | ------- | -------------- | ------- |
| お笑い家族芸人の合戦 | サカイスト | ○（99） | 完熟フレッシュ | ●（26） |
| 肉体派トリオの合戦   | ギャルズ   | ○（64） | バビロン       | ●（61） |

- 検索サイトウ（大手事務所に負けない・実力派・野良犬芸人）
  - さらば青春の光、ゾフィー、マッハスピード豪速球、ロングロング

第46回（2018年9月8日放送）残“笑”お見舞い申し上げますスペシャル
- 西軍

アユチャンネル、ネイビーズアフロ、宮下草薙、リニア
- 東軍

3時のヒロイン、ストレッチーズ、馬稼業、新オレンジサンセット
| 合戦名                        | 西軍             | 西軍    | 東軍                 | 東軍    |
| ----------------------------- | ---------------- | ------- | -------------------- | ------- |
| 次世代インパクト 女芸人の合戦 | アユチャンネル   | ●（23） | 3時のヒロイン        | ○（77） |
| 若手正統派漫才の合戦          | ネイビーズアフロ | ○（89） | ストレッチーズ       | ●（11） |
| ネガティブ漫才の合戦          | 宮下草薙         | ○（70） | 馬稼業               | ●（30） |
| 再結成コンビの合戦            | リニア           | ○（87） | 新オレンジサンセット | ●（13） |

西軍の勝利。
第47回（2018年10月6日放送）
第2回 常滑お笑いEXPO in 知多半島
- アイクぬわら（超新塾）
- アイデンティティ
- アキラ100％
- 安達健太郎
- 新子景視
- 尼神インター
- アンガールズ
- ANZEN漫才
- 石出奈々子
- くぼた（いと・もく・さん）
- 岩井ジョニ男（イワイガワ）
- うしろシティ
- Aマッソ
- かもめんたる
- ガンバレルーヤ
- キンタロー。
- ゴンゾー
- さらば青春の光

- サンシャイン池崎
- GAG
- ジグザグジギー
- 磁石
- 霜降り明星
- ジャガーズ
- ジャッキーちゃん
- じゅんいちダビッドソン
- かねきよ（新宿カウボーイ）
- すゑひろがりず
- スギちゃん
- スピードワゴン
- ダブルネーム
- ダンディ坂野
- チャド・マレーン
- チョコレートプラネット
- デラスキッパーズ
- 木村卓寛（天津）

- とにかく明るい安村
- どぶろっく
- 永野
- 流れ星
- なすなかにし
- なだぎ武
- ニッチェ
- にゃんこスター
- NOモーション。
- ハイキングウォーキング
- バイク川崎バイク
- 花香よしあき
- パーパー
- ハブサービス
- ハマカーン
- ハロー植田
- 南川聡史（ピーマンズスタンダード）
- 平野ノラ

- 風船太郎
- 藤崎マーケット
- プリンセス金魚
- ブルゾンちえみwithB
- ホリ
- ボンざわーるど
- マツモトクラブ
- ミキ
- メルヘン須長
- くっきー（野性爆弾）
- ゆんぼだんぷ
- 四千頭身
- ラバーガール
- ルシファー吉岡
- ROUTE13
- HG（レイザーラモン）

第48回（2018年10月27日放送）事務所対決SP！ 太田プロダクション vs タイタン
- 太田プロダクション

さすらいラビー、ノブナガ、くじら、タイムマシーン3号
- タイタン

まんじゅう大帝国、シティホテル3号室、脳みそ夫、ウエストランド
| 合戦名          | 西（太田プロダクション） | 西（太田プロダクション） | 東（タイタン）    | 東（タイタン） |
| --------------- | ------------------------ | ------------------------ | ----------------- | -------------- |
| 第1戦!          | さすらいラビー           | ○（91）                  | まんじゅう大帝国  | ●（12）        |
| 第2戦!          | ノブナガ                 | ●（51）                  | シティホテル3号室 | ○（52）        |
| 第3戦!          | くじら                   | ○（58）                  | 脳みそ夫          | ●（45）        |
| 第4戦!          | タイムマシーン3号        | ○（87）                  | ウエストランド    | ●（16）        |
| ゲーム コーナー | 太田プロダクション       | （0）                    | タイタン          | （0）          |
| 最終結果        | 287                      | 287                      | 125               | 125            |

西（太田プロダクション）の勝利。
第49回（2018年11月24日放送）
- 西軍

リップグリップ、THIS IS パン
- 東軍

XXCLUB、世田谷フレンズ
| 合戦名             | 西軍           | 西軍    | 東軍           | 東軍    |
| ------------------ | -------------- | ------- | -------------- | ------- |
| 高学歴コンビの合戦 | リップグリップ | ○（67） | XXCLUB         | ●（42） |
| 男女コンビの合戦   | THIS IS パン   | ○（84） | 世田谷フレンズ | ●（25） |

- 検索サイトウ（実力派・郷土愛・なまりが強い）
  - カミナリ、ねじ、しゃもじ、ブルーリバー

第50回（2018年12月29日放送）
| 天下1 1分ネタ No.1決定戦 | 天下1 1分ネタ No.1決定戦 | 天下1 1分ネタ No.1決定戦 | 天下1 1分ネタ No.1決定戦 | 天下1 1分ネタ No.1決定戦 |
| ------------------------ | ------------------------ | ------------------------ | ------------------------ | ------------------------ |
| 東ブロック               | ギフト☆矢野              | クロコップ               | がじゅまる               | チョコレートプラネット   |
| 西ブロック               | マヂカルラブリー         | パーパー                 | きつね                   | ファイヤーサンダー       |
| 南ブロック               | アイデンティティ         | ハナコ                   | 吉住                     | シティホテル3号室        |
| 北ブロック               | ザ・パーフェクト         | ゾフィー                 | Gパンパンダ              | オジンオズボーン         |

### 2019年
第51回（2019年1月26日放送）
- 西軍

電氣ブラン（現・ディカプリオ）、ロビンフット
- 東軍

EXIT、だーりんず
| 合戦名                                           | 西軍         | 西軍    | 東軍       | 東軍    |
| ------------------------------------------------ | ------------ | ------- | ---------- | ------- |
| パリピ漫才の合戦                                 | 電氣ブラン   | ○（71） | EXIT       | ●（48） |
| キングオブコント2018 2本目見たかったコンビの合戦 | ロビンフット | ○（72） | だーりんず | ●（47） |

- 検索サイトウ（世界進出・言葉はいらない・Cool JAPAN）
  - ゆんぼだんぷ、ウエスP、風船太郎、すゑひろがりず

第52回（2019年2月23日放送）
- 西軍

メンバー、怪奇!YesどんぐりRPG
- 東軍

ユースフルデイズ、イージードゥダンサーズ
| 合戦名                                  | 西軍                 | 西軍     | 東軍                    | 東軍    |
| --------------------------------------- | -------------------- | -------- | ----------------------- | ------- |
| 歌ネタ漫才の合戦                        | メンバー             | ○（95）  | ユースフルデイズ        | ●（28） |
| ライブシーンで話題の ユニット芸人の合戦 | 怪奇! YESどんぐりRPG | ○（110） | イージードゥ ダンサーズ | ●（13） |

- 検索サイトウ（Ⅿｰ1・優勝したい・準決勝敗退）
  - インディアンス、金属バット、マヂカルラブリー、ウエストランド

第53回（2019年3月30日放送）
- 西軍

空気階段、ダニエルズ
- 東軍

かが屋、魔人無骨（現・令和ロマン）
| 合戦名                            | 西軍       | 西軍    | 東軍     | 東軍    |
| --------------------------------- | ---------- | ------- | -------- | ------- |
| 芸人が認める 若手コント職人の合戦 | 空気階段   | ●（55） | かが屋   | ○（64） |
| 次世代 超ルーキーコンビの合戦     | ダニエルズ | ●（55） | 魔人無骨 | ○（64） |

- 検索サイトウ（男女コンビ・ネクストブレイク・キャラが濃い）
  - まんぷくフーフー、スーパーニュウニュウ、おとぎばなし、蛙亭

第54回（2019年4月27日放送）
- 西軍

ぺこぱ、やさしいズ
- 東軍

ヤマメ、サルゴリラ
| 合戦名                      | 西軍       | 西軍    | 東軍       | 東軍    |
| --------------------------- | ---------- | ------- | ---------- | ------- |
| 次世代個性派 ツッコミの合戦 | ぺこぱ     | ○（65） | ヤマメ     | ●（51） |
| キャラ推し コントの合戦     | やさしいズ | ○（71） | サルゴリラ | ●（45） |

- 検索サイトウ（平成生まれ・お笑い第7世代・注目株）
  - レインボー、トンツカタン、スタンダップコーギー、オッパショ石

第55回（2019年6月8日放送）次世代芸人大集合!東西大合戦中京テレビまつりSP
- 西軍

アインシュタイン、ヒガシ逢ウサカ、河邑ミク、ミキ
- 東軍

ダンビラムーチョ、わらふぢなるを、ソノヘンノ女、ハナコ
| 合戦名             | 西軍                          | 西軍   | 東軍                | 東軍    |
| ------------------ | ----------------------------- | ------ | ------------------- | ------- |
| 東西漫才師の合戦   | アインシュタイン              | ●（3） | ダンビラムーチョ    | ○（5）  |
| 東西コント師の合戦 | ヒガシ逢ウサカ                | （4）  | わらふぢなるを      | （4）   |
| 東西女芸人の合戦   | 河邑ミク                      | ○（7） | ソノヘンノ女        | ●（1）  |
| 東西総大将の合戦   | ミキ                          | ○（7） | ハナコ              | ●（1）  |
| ゲームコーナー     | 稲田直樹 （アインシュタイン） | ●（0） | 菊田竜大 （ハナコ） | ○（15） |

東軍の勝利。
第56回（2019年6月29日放送）
- 西軍

たくろう、天才ピアニスト
- 東軍

キュウ、Mr.シャチホコ
| 合戦名                  | 西軍           | 西軍    | 東軍          | 東軍    |
| ----------------------- | -------------- | ------- | ------------- | ------- |
| クセが強い 漫才の合戦   | たくろう       | ○（89） | キュウ        | ●（21） |
| 東西女帝 モノマネの合戦 | 天才ピアニスト | ●（52） | Mr.シャチホコ | ○（58） |

- お笑いリサーチ!芸人検索サイトウ（事務所転々・渡り鳥・苦労人）
  - 東京ダイナマイト、錦鯉、馬鹿よ貴方は、スパローズ

第57回（2019年7月27日放送）
- 西軍

ラニーノーズ、ジュリエッタ、ハリウリサ、どぶろっく
- 東軍

こがけん、夢屋まさる、永野、阿佐ヶ谷姉妹
| 合戦名                        | 西軍         | 西軍    | 東軍         | 東軍    |
| ----------------------------- | ------------ | ------- | ------------ | ------- |
| 次世代 本格歌ネタの合戦       | ラニーノーズ | ○（69） | こがけん     | ●（44） |
| 新世代 リズムネタの合戦       | ジュリエッタ | ○（95） | 夢屋まさる   | ●（18） |
| モノマネ 歌ネタの合戦         | ハリウリサ   | ○（90） | 永野         | ●（23） |
| 歌ネタキング＆ クイーンの合戦 | どぶろっく   | ○（78） | 阿佐ヶ谷姉妹 | ●（35） |

第58回（2019年8月31日放送）東西超若手集結！天下分け目のバトルロワイヤル
- 青色1号
- エイトブリッジ
- 金魚番長
- しんや
- せとやまだいき
- ネギゴリラ
- ブリキカラス
- フランスピアノ
- ブラウン管ベイビー
- ママタルト
  - 金魚番長が優勝。

第59回（2019年10月26日放送）
- 西軍

ニッキューナナ、ふりぃくっ！
- 東軍

納言、カラタチ
| 合戦名                         | 西軍           | 西軍    | 東軍     | 東軍    |
| ------------------------------ | -------------- | ------- | -------- | ------- |
| お笑い第7世代 男女コンビの合戦 | ニッキューナナ | ●（23） | 納言     | ○（74） |
| アキバ系 オタク漫才の合戦      | ふりいくっ！   | ●（27） | カラタチ | ○（70） |

- お笑いリサーチ!芸人検索サイトウ（高学歴・お笑い第7世代・実力派）
  - さすらいラビー、Gパンパンダ、ナイチンゲールダンス、リップグリップ

第60回（2019年11月30日放送）
- 西軍

ADVANCE、ザ・マミィ
- 東軍

真空ジェシカ、さんだる
| 合戦名                           | 西軍       | 西軍    | 東軍         | 東軍    |
| -------------------------------- | ---------- | ------- | ------------ | ------- |
| 新世代シュール漫才 の合戦        | ADVANCE    | ●（18） | 真空ジェシカ | ○（82） |
| お笑い第7世代注目 コント師の合戦 | ザ・マミィ | ●（39） | さんだる     | ○（61） |

- お笑いリサーチ!芸人検索サイトウ（肉体派・アクション・男臭い）
  - ネルソンズ、バビロン、ねこじゃらし、てのりタイガー

第61回（2019年12月28日放送）
- 第6世代

トム・ブラウン、うしろシティ、篠宮暁（オジンオズボーン）、GAG
- 第7世代

四千頭身、かが屋、きつね、ハナコ
| 合戦名           | 第6世代                     | 第6世代 | 第7世代  | 第7世代 |
| ---------------- | --------------------------- | ------- | -------- | ------- |
| 漫才の合戦       | トム・ブラウン              | ○（41） | 四千頭身 | ●（81） |
| コントの合戦     | うしろシティ                | （61）  | かが屋   | （61）  |
| リズムネタの合戦 | 篠宮暁 （オジンオズボーン） | ●（62） | きつね   | ○（60） |
| 総大将の合戦     | GAG                         | ○（52） | ハナコ   | ●（70） |
| ゲームコーナー   | 第6世代                     | 60      | 第7世代  | 60      |

第6世代の勝利。

## スタッフ
- 構成：大平尚志、堀江B面
- ナレーション：平山雅（中京テレビアナウンサー）
- 美術進行：斉と公平太、斎藤晃二
- TD：奥村崇史
- SW：伊藤晃
- CAM：村上和香奈
- AUD：杉野雪絵
- 音効：辻幸宏
- 照明：森田博孝
- 美術デザイン：野口陽介
- 美術進行：第一舞台
- 編集：平井章浩
- MA：浅井豊
- AP：加納啓
- デスク：丹羽由希子
- ディレクター：中西未紀、山本博之、岩谷広信、川出麻梨奈、加藤大地、守屋泰斗
- 演出：田中一平
- プロデューサー：瀬古隆司
- チーフプロデューサー：市健治
- 制作著作：中京テレビ